# William Massari
William Dias Massari (Criciúma, Brasil; 25 de julio de 1990) es un futbolista brasileño, juega como defensa y actualmente se encuentra sin equipo.

## Estadísticas
Actualizado el 26 de junio de 2022.
| Club                         | Div.          | Temporada     | Liga  | Liga  | Estatal | Estatal | Copas nacionales(1) | Copas nacionales(1) | Copas internacionales(2) | Copas internacionales(2) | Total | Total |
| Club                         | Div.          | Temporada     | Part. | Goles | Part.   | Goles   | Part.               | Goles               | Part.                    | Goles                    | Part. | Goles |
| ---------------------------- | ------------- | ------------- | ----- | ----- | ------- | ------- | ------------------- | ------------------- | ------------------------ | ------------------------ | ----- | ----- |
| Friburguense A. C. · Brasil  | 2ª            | 2009          | 6     | 0     | -       | -       | -                   | -                   | -                        | -                        | 6     | 0     |
| Friburguense A. C. · Brasil  | Total club    | Total club    | 6     | 0     | 0       | 0       | 0                   | 0                   | 0                        | 0                        | 6     | 0     |
| S. C. Internacional · Brasil | 1ª            | 2010          | 1     | 0     | -       | -       | -                   | -                   | -                        | -                        | 1     | 0     |
| S. C. Internacional · Brasil | 1ª            | 2011          | -     | -     | 6       | 0       | -                   | -                   | -                        | -                        | 6     | 0     |
| S. C. Internacional · Brasil | 1ª            | 2012          | 1     | 0     | -       | -       | -                   | -                   | -                        | -                        | 1     | 0     |
| S. C. Internacional · Brasil | Total club    | Total club    | 2     | 0     | 6       | 0       | 0                   | 0                   | 0                        | 0                        | 8     | 0     |
| Criciúma E. C. · Brasil      | 2ª            | 2011          | 7     | 0     | -       | -       | -                   | -                   | -                        | -                        | 7     | 0     |
| Criciúma E. C. · Brasil      | Total club    | Total club    | 7     | 0     | 0       | 0       | 0                   | 0                   | 0                        | 0                        | 7     | 0     |
| Paraná · Brasil              | 2ª            | 2013          | -     | -     | 3       | 0       | -                   | -                   | -                        | -                        | 3     | 0     |
| Paraná · Brasil              | Total club    | Total club    | 0     | 0     | 3       | 0       | 0                   | 0                   | 0                        | 0                        | 3     | 0     |
| Juventus S. C. · Brasil      | 2ª            | 2014          | -     | -     | 4       | 0       | -                   | -                   | -                        | -                        | 4     | 0     |
| Juventus S. C. · Brasil      | Total club    | Total club    | 0     | 0     | 4       | 0       | 0                   | 0                   | 0                        | 0                        | 4     | 0     |
| S. C. São Paulo · Brasil     | 2ª            | 2015          | -     | -     | 13      | 2       | -                   | -                   | -                        | -                        | 13    | 2     |
| S. C. São Paulo · Brasil     | Total club    | Total club    | 0     | 0     | 13      | 2       | 0                   | 0                   | 0                        | 0                        | 13    | 2     |
| Volta Redonda F. C. · Brasil | 4ª            | 2015          | 6     | 0     | -       | -       | -                   | -                   | -                        | -                        | 6     | 0     |
| Volta Redonda F. C. · Brasil | Total club    | Total club    | 6     | 0     | 0       | 0       | 0                   | 0                   | 0                        | 0                        | 6     | 0     |
| Veranópolis · Brasil         | 4ª            | 2016          | -     | -     | 9       | 0       | -                   | -                   | -                        | -                        | 9     | 0     |
| Veranópolis · Brasil         | Total club    | Total club    | 0     | 0     | 9       | 0       | 0                   | 0                   | 0                        | 0                        | 9     | 0     |
| Cafetaleros · México         | 2ª            | 2017          | 14    | 0     | -       | -       | -                   | -                   | -                        | -                        | 14    | 0     |
| Cafetaleros · México         | 2ª            | 2017-18       | 35    | 1     | -       | -       | 4                   | 0                   | -                        | -                        | 39    | 1     |
| Cafetaleros · México         | 2ª            | 2018          | 7     | 0     | -       | -       | 2                   | 0                   | -                        | -                        | 9     | 0     |
| Cafetaleros · México         | 2ª            | 2019          | 8     | 0     | -       | -       | 2                   | 0                   | -                        | -                        | 10    | 0     |
| Cafetaleros · México         | Total club    | Total club    | 64    | 1     | 0       | 0       | 8                   | 0                   | 0                        | 0                        | 72    | 1     |
| F. C. Juárez · México        | 2ª            | 2018          | 12    | 0     | -       | -       | -                   | -                   | -                        | -                        | 12    | 0     |
| F. C. Juárez · México        | Total club    | Total club    | 12    | 0     | 0       | 0       | 0                   | 0                   | 0                        | 0                        | 12    | 0     |
| Sud América · Uruguay        | 2ª            | 2020          | 0     | 0     | -       | -       | -                   | -                   | -                        | -                        | 0     | 0     |
| Sud América · Uruguay        | Total club    | Total club    | 0     | 0     | 0       | 0       | 0                   | 0                   | 0                        | 0                        | 0     | 0     |
| E. C. Próspera · Brasil      | 4ª            | 2022          | 9     | 1     | -       | -       | -                   | -                   | -                        | -                        | 9     | 1     |
| E. C. Próspera · Brasil      | Total club    | Total club    | 9     | 1     | 0       | 0       | 0                   | 0                   | 0                        | 0                        | 9     | 1     |
| Total carrera                | Total carrera | Total carrera | 106   | 2     | 35      | 2       | 8                   | 0                   | 0                        | 0                        | 149   | 4     |

## Palmarés

### Campeonatos nacionales
| Título                  | Club                | País   | Año     |
| ----------------------- | ------------------- | ------ | ------- |
| Campeonato Gaúcho       | S. C. Internacional | Brasil | 2011    |
| Ascenso MX              | Cafetaleros         | México | 2018    |
| Final Temporada 2017-18 | Cafetaleros         | México | 2017-18 |